# Simon Frith
Simon Frith est un musicologue, sociologue et critique musical britannique. Il est l'auteur d'ouvrages fondateurs de sociologie des musiques populaires.
Il est le frère du guitariste et compositeur Fred Frith.